# Blanice (biflöde till Sázava)
Blanice är en 66 km lång vänsterbiflod till Sázava i Tjeckien.
Den börjar söder om byn Blanička i Rodná kommun i Södra Böhmen och flyter norrut genom Mladá Vožice i Södra Böhmen samt Louňovice pod Blaníkem, Vlašim och Libež i Mellersta Böhmen innan den mynnar i Sázava 2 km sydost om Český Šternberk.